# 国際連合安全保障理事会決議2304
国際連合安全保障理事会決議2304 (こくさいれんごうあんぜんほしょうりじかいけつぎ2304、英: United Nations Security Council Resolution 2304: UNSCR2304) は、2016年8月12日に国際連合安全保障理事会で採択された南スーダン情勢に関する決議。

## 概要
国連安保理決議2304は、決議2302 (2016年7月29日に全会一致で採択)により、決議2252に基づき任務を2015年8月12日まで延長された国際連合南スーダン共和国派遣団 (UNMISS) の任務をさらに11か月間 (2017年6月30日まで) 延長し、新たなマンデート (職務権限)においてUNMISS部隊司令官隷下に4,000名規模の地域防護部隊 (Regional Protection Force: RPF) の設置を決定。その任期を2016年12月15日までとし、総兵員数の上限を17,000名へと上方修正した。

## 成立の経緯
決議は賛成11・棄権4・反対0で採択され、中国、エジプト、ロシア、ベネズエラが棄権した。棄権の理由は、国連平和維持活動 (PKO) における同意原則の履行が徹底されていないこと (エジプト) や、外交努力ではなく制裁措置に傾倒しがちな傾向への懸念 (ベネズエラ) などによるものだった。理事国ではないが当事国の南スーダンの大使もこの決議には懸念を表し、次のように表明した。
ただし、決議採択後の9月4日、南スーダン政府は地域防護部隊の受け入れを表明。サマンサ・パワー (Samantha Power) 米国国連大使は安保理使節団を代表して記者会見を行い、次のような共同声明を発表した。

## 主な内容
決議は決議2251で定めたUNMISSのマンデートを維持しつつ、次のような内容のものとなった。

### 前文
- 2016年7月8日から11日の間にジュバで発生した文民、国連職員、国連施設及び資産への攻撃を含んだ戦闘行為を最も強い言葉で非難
- スーダン人民解放軍 (SPLA) 及びその抵抗勢力のSPL-O、並びに武装グループの武力衝突等により南スーダン国内のその他の地域が陥っている緊迫した脆弱な状況に深い懸念を表明
- 次のものを含む人権侵害行為及び国際人道法に反する行為を強く非難：
  - 超法規的殺害
  - 民族を標的とした攻撃
  - レイプその他のジェンダーを理由とした性暴力犯罪
  - 子どもの徴用と子ども兵としての利用
  - 強制失踪
  - 恣意的な逮捕・拘束
  - 文民に対する恐怖の伝搬を目的とした暴力
  - 市民社会組織関係者への攻撃
  - 学校、信仰施設、病院等への攻撃
  - 国連職員及び関係者への攻撃

### 本文
南スーダンにおける状況は依然として国際平和及び地域の安全に対する脅威であると認定し、
国際連合憲章第7章に基づき：
- UNMISSの任務を2017年6月30日まで延長することを決定
- UMISSの兵員規模の上限を地域防護部隊 (RPF) 4,000名を含む17,000名に決定
- 人的資源及び能力の充当については文民の保護が優先されることを強調
- 決議2086 (2013) を想起し、安保理議長声明において平和維持活動の基本原則が謳われたことを再確認しつつ、各PKOのマンデートは対象国のニーズ及び状況によって異なることを認識
- UNMISS部隊司令官隷下に以下の条件で4000名規模の地域防護部隊を設置することを決定
  - 初動任期は2016年12月15日までとする
  - ジュバを本拠に次の目的のため首都周辺の治安維持任務に就く：
    - 恒久的停戦協定及び移行期安全保障ワークショップの履行支援
    - 緊急対処として南スーダン国内の他所への展開

  - 国際人道法等の適用可能な国際法をすべて厳守すること
  - 状況に応じた明確な出口戦略を保持すること
- 次の任務を実施するために地域防護部隊に必要なあらゆる措置を用いることを許可
  - ジュバより自由かつ安全に入出するための条件の確立
  - 空港施設等の運用を確保するための警備
  - 次の対象への攻撃が予期される信頼に足る根拠がある場合に、攻撃の主体にかかわらず迅速かつ効果的に対処する
    - 文民保護サイト等の国連施設
    - 国連職員
    - 国内外の人道支援要員
    - 文民
- 加盟国に次のことを要請：
  - 地域防護部隊への迅速な展開が可能な兵員の提供
- 事務総長に次のことを要請：
  - 地域防護部隊を含むUNMISSのマンデートの実施状況並びに現場の状況にUNMISSを適応させるための提言について決議採択後90日以内に安保理に報告すること

### 地域防護部隊設置の経緯と経過
地域防護部隊 (Regional Protection Force: RPF) の設置は安保理単独の判断で行われたものではなく、東アフリカ諸国を中心に設立された地域機構である政府間開発機構 (IGAD)  と国連、アフリカ連合 (AU)、アフリカ諸国およびアフリカ以外の国々からの連帯した、あるいは単独の要請を受け、国連安保理で検討され、設置決定に至ったという経緯がある。

#### 国際社会の対応
- 7月11日、IGAD、国連、AUおよび各国政府の首脳会合「臨時IGADプラスサミット」が開かれ、「紛争当事者の兵力を引き離し、主要な施設及び文民を保護し、ジュバを平定するため」に地域防護部隊が必要であるとして、「共同コミュニケ」を採択[4]。

##### アフリカ連合 (AU) の対応
- 7月18日、アフリカ連合議会が同共同コミュニケの支持を表明[5]。

「南スーダンに於ける事態に関するIGADプラス国家元首及び政府首脳会合の共同コミュニケ、とりわけ、国連事務総長が提案するUNMISSの増強、並びに紛争当事者の兵力を引き離し、主要施設及び文民を保護し、ジュバを平定するための地域防護部隊の派遣を含めたUNMISSのマンデートの改訂と延長を求める国連安全保障理事会への呼びかけを支持する。("ENDORSES the communique of the Summit meeting of the Heads of State and Government of the IGAD-Plus on the situation in South Sudan, in particular with respect to the reinforcement of UNMISS as proposed by the UN Secretary-General and the call to the UN Security Council to extend the Mission of UNMISS with a revised mandate, including the deployment of a regional protection force to separate the warring parties, protect major installations and civilian population and demilitarize Juba;")」—ASSEMBLY OF THE UNION、DECISION ON THE SITUATION IN SOUTH SUDAN, Doc. Assembly/AU/5(XXVII), p.15, 8.

##### 政府間開発機構 (IGAD) の対応
- 8月5日、IGADが第2回「臨時IGADプラスサミット」にて南スーダンが原則として地域部隊の派遣に同意したという認識を表明[6]。

「南スーダン共和国政府の姿勢が、 (a) IDP (国内避難民) 、人道機関及びJMEC (南スーダン問題合同監視評価委員会) を保護するための「地域防護部隊」の派遣を原則として受け入れていることに留意する。 ("Notes the position of the Government of the Republic of South Sudan that: a) Accepts in principle the deployment of the Regional Protection Force for the protection of the IDPs, humanitarian agencies and JMEC,")」—IGAD, COMMUNIQUE OF THE SECOND IGAD PLUS EXTRA-ORDINARY SUMMIT ON THE SITUATION IN THE REPUBLIC OF SOUTH SUDAN, p.3, 13.

##### 国連の対応
- 8月7日、国連事務総長スポークスマン経由で次の内容を声明を発表[7]。

- 8月12日、安保理で決議2304が採択される。
- 9月4日、安保理使節団が南スーダン政府と共同声明を発表。国民統一暫定政府は、「地域防護部隊がUNMISSの一部として派遣されることを了承した」と表明[2]。
- 10月10日、潘基文事務総長が安保理に送付した書簡で次のように述べ、南スーダン政府による対応が十分でないことを報告した上で、同国政府に対し、兵力供給予定国の一覧とともに、9月26日までに対応がなければ国連側で派遣の準備を始めるとの口上書を送付していたことを報告[8]。